# Niō

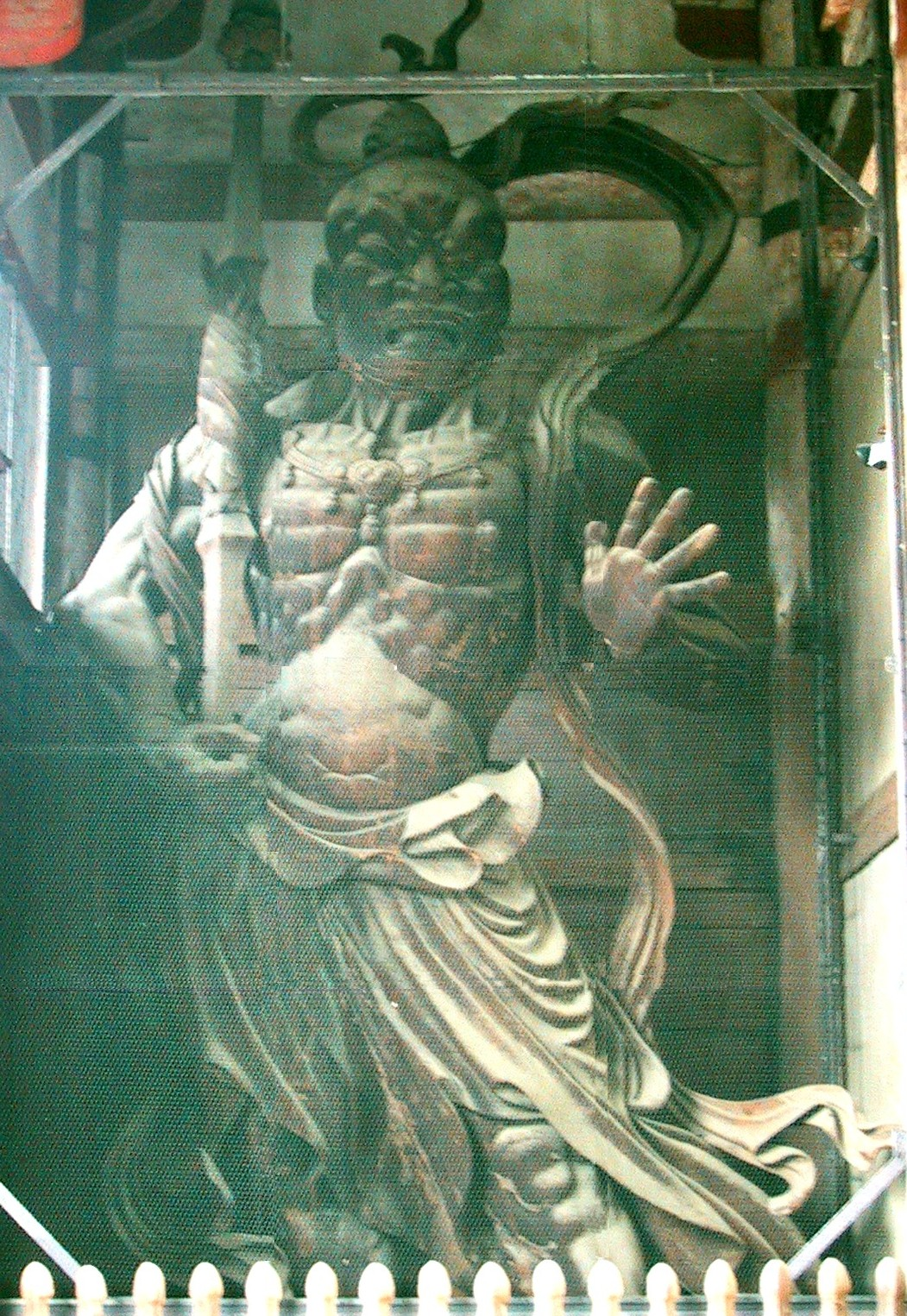
Estàtua de fusta de Kongōrikishi (Agyō)

Niō (仁王) o Kongōrikishi (金剛力士), en el budisme, són dos guardians musculosos de Siddharta Gautama. Es troben representats com estàtues a l'entrada de molts temples budistes d'Àsia Oriental. Són manifestacions dharmapala del bodhisattva Vajrapāṇi, el més vell i més poderós del panteó de déus budistes. Segons la tradició japonesa, ells viatjaven amb Gautama Buddha per protegir-lo. En el budisme tibetà, els Niō també es veuen com una manifestació de Vajrasattva.
Els Kongōrikishi són un possible cas de transmissió de la imatge de l'heroi grec Hèracles a Àsia oriental al llarg de la ruta de la Seda. Hèracles va ser usat en l'art del grecobudisme per a representar Vajrapani, el protector de Buda.